# Сианчик
Сианчик — упразднённый посёлок в Зейском районе Амурской области. Исключен из учётных данных в 1980 году.

## География
Посёлок располагался на левом берегу реки Улунга, на расстоянии примерно 10 километров (по прямой) к юго-востоку от села Сиан.

## История
Посёлок возник в 1947 году как лесозаготовительный пункт «3-й лесопункт». Первыми поселенцами лесопункта были ссыльные из категории «Враг народа». В 1978 году посёлок покинул последний житель.
Решением Амурского исполкома от 27 мая 1980 года № 255, посёлок Сианчик исключен из учётных данных как несуществующее.